# Bulbophyllum pygmaeum
Bulbophyllum pygmaeum é uma espécie de orquídea (família Orchidaceae) pertencente ao gênero Bulbophyllum. Foi descrita por James Edward Smith e John Lindley em 1830.